# NGC 1301
NGC 1301 est une vaste galaxie spirale barrée située dans la constellation de l'Éridan. NGC 1301 a été découverte par l'astronome américain Ormond Stone en 1886.

## Caractéristiques
Sa vitesse par rapport au fond diffus cosmologique est de  3 802 ± 11 km/s, ce qui correspond à une distance de Hubble de 56,1 ± 3,9 Mpc (∼183 millions d'al).
À ce jour, 13 de mesures non basées sur le décalage vers le rouge (redshift) donnent une distance de 52,138 ± 3,669 Mpc (∼170 millions d'al), ce qui est à l'intérieur des valeurs de la distance de Hubble.
La classe de luminosité de NGC 1301 est II-III et elle présente une large raie HI. Elle renferme également des régions d'hydrogène ionisé.

## Supernova
La supernova SN 2009hh a été découverte le 10 juillet 2009 dans NGC 1301 par Giuliano Pignata de l'université catholique Andrés-Bello et une équipe d'astronomes dans le cadre du programme de recherche de supernovas CHASE (CHilean Automatic Supernova sEarch) de l'université du Chili. Cette supernova était de type Ic.